# 동국제강
동국제강주식회사(영어: Dongkuk Steel Mill Co., Ltd.)는 대한민국의 1차 철강 제조업을 영위하는 철강 제조 기업이다. 동국제강(주)는 1954년 7월 7일 동국제강주식회사로 설립되었고, 1988년 4월 9일 기업공개를 통하여 한국거래소의 유가증권시장에 상장했다. 동국제강(주)의 주력 제품으로는, 철근, 후판, 형강, 냉연강판, 도금강판이 있다. 전기로조강 360만톤 단압밀 후판 150만톤, 부산 냉연단압밀등 제품생산능력은 봉강 275만, H형강등 130만톤, 도금170만, 칼러강판 75만톤등이다.
현재 대표자는 장세욱 동국제강(주) 대표이사 부회장이다. 회장은 장세주 동국제강그룹 회장이다.

## 역사
1971년 후판 공장을 준공, 국내 최초로 후판을 생산하였고, 1986년 인천제강소에서 시간당 제강생산량 세계 최고 기록을 세운 적이 있다.
1994년 국내 최초로 항구적 무파업을 선언하며 1995년 매출액 1조원을 돌파하였다.
2006년 9월 25일 동국제강은 일본 JFE스틸과 전략적 제휴 협정. 2009년 11월 당진공장을 완공, 가동될 예정이다.
2015년 1월 동국제강은 계열사인 유니온스틸을 합병하였다.
2015년 3월 28일 동국제강이 국내외 사업 과정에서 거액의 회삿돈을 횡령하고 세금을 탈루했다는 의혹에 검찰이 동국제강 본사 건물과 장세주 회장의 자택을 압수수색했다. 동국제강은 또한 원자재 거래시 수입 대금을 조작했으며 당진공장 건립 과정에서 건설비를 과다 계상했다는 의혹도 제기됐다.

## 사업장 현황
동국제강(주)의 사업장은, 국내 7곳의 사업장(본사 포함)과 해외 9개의 사업장이 있다.

### 국내 사업장
- 대한민국 동국제강(주) 서울 본사: 서울특별시 중구 을지로 5길 19 페럼타워
- 대한민국 동국제강(주) 인천제강소: 인천광역시 동구 중봉대로 15 동국제강(주) 인천제강소
- 대한민국 동국제강(주) 포항제강소: 경상북도 포항시 남구 대송면 철강산단로 195 동국제강(주) 포항제강소전기로 형강, 봉강 공장 1,2후판공장은 폐쇄
- 대한민국 동국제강(주) 포항 중앙기술연구소: 경상북도 포항시 남구 대송면 건포산업로 3214번길 70 동국제강(주) 중앙기술연구소
- 대한민국 동국제강(주) 당진공장: 충청남도 당진시 송악읍 고대공단1길 25 동국제강(주) 당진공장 연산 150만톤 후판 단압일 상위 고로없음
- 대한민국 동국제강(주) 부산 신평공장: 부산광역시 사하구 하신번영로 76 동국제강(주) 신평공장

구 연합철강, 유니온스틸 도금및 칼러강판 단압밀
```
상위원자재 공장 없음
```

### 온라인 플랫폼
2021년 5월 스틸샵을 론칭했고 현재 회원사 2,000여개, 누적판매 50,000톤이상이며 철근 전용 10톤 차량이 현장 배송가능하며, 건설용 형강류도 유통업체 실시간 재고 조회가 가능하다.

### 해외 사업장

#### 중국
- 중국 동국제강(주) 중국 본부(Sales Division In CHINA): 3F, No.5 Sugang Rd., Xigang Zone, Jiangyin City, Jiangsu, CHINA 214442 中国江苏省阴江市夏街道港路5号三楼邮编
- 중국 동국제강(주) 무석장강박판유한공사(Wuxi Changjiang Metal Co.Ltd. Wuxi Works): No.18 Wuyu Road, Yuqi Town, Huishan, Wuxi City, Jiangsu, China 214183 中国江苏省无锡市惠山区玉祁镇武玉路18号
- 중국 동국제강(주) 유니온스틸차이나(Union Steel CHINA): Xiagang Zone Jiangyin Riverside Economy Development Area, Jiangyin City, Jiangsu, China 214442 中国江苏省江阴市夏港街道苏港路1号

#### 일본
- 일본 동국제강(주) 일본지사(Dongkuk Corporation): 7Floor, Seika Building 2-7-6, Kayaba-cho, Nihonbashi Chuo-Ku, Tokyo 103-0025, Japan

#### 미국
- 미국 동국제강(주) 미국지사(Dongkuk International): 19750 Magellan Drive Torrance, CA. 90502, U.S.A

#### 멕시코
- 멕시코 동국제강(주) 멕시코코일센터(Union Steel MEXICOS.A. DE C.V.): Av. Internacional #303 Parque Industrial Huinala, Apodaca, Nuevo Leon, Mexico C.P. 66645

#### 브라질
- 브라질 동국제강(주) CSP(Companhia Siderúrgica do Pecém): Rodovia CE 422, S/N, Km 11.5, São Gonçalo do Amarante, CE, Brazil CEP 62670-000

#### 인도
- 인도 동국제강(주) 인도코일센터(USI Service Center Pvt. Ltd.): B-3/2, Ecotech-1, Extension, Greater Noida, UP-201 308, India

#### 태국
- 태국 동국제강(주) 태국코일센터(DONGKUK STEEL (THAILAND) LTD.): Pinthong Industrial Estate Project 3, No. 217/9 Moo 6, Bowin, Sriracha, Chonburi 20230, Thailand